# Cyttaria
Genre
Espèces de rang inférieur
- Cyttaria hariotii
- Cyttaria darwinii
- Cyttaria hookerii
- Cyttaria johowii
- Cyttaria espinosae

Cyttaria est un genre de champignons parasites de la classe des ascomycètes.
Il est comestible. On le trouve en Océanie, en Patagonie subantarctique, jusqu'en Terre de Feu, là où se trouvent les arbres du genre Nothofagus car il a la particularité de parasiter exclusivement les troncs et les branches de ces arbres de la famille des Fagaceae comme le guindo ou coihue de magallanes (Nothofagus betuloides), le lenga (Nothofagus pumilio), le ñire (Nothofagus antarctica).
Il est appelé Indian bread en anglais, et Pan del indio en espagnol.
Le genre Cyttaria compte plus d'une quinzaine d'espèces. Cyttaria darwinii et Cyttaria hariotii ont des caractéristiques proches et sont souvent confondus.

## Description
C'est un champignon qui a une croissance très lente et qui forme des tumeurs (nœuds) aux branches et aux troncs des arbres infectés. Ces tumeurs ont une forme arrondie et boursoufflée du même aspect que le bois et l'écorce. Elles peuvent atteindre des circonférences importantes (deux à trois mètres). Les « fruits » en forme de petite boule (jusqu'à quatre centimètres de diamètre) de couleur jaune à jaune pâle sont comestibles et se développent en groupe ou solitaires par cycle au niveau des nœuds. Ils ont un corps spongieux et alvéolé. Le pied de la fructification, très court et large, contient plus ou moins un jus transparent et gélatineux très légèrement sucré.

## Habitat et distribution
Ce champignon se trouve exclusivement là où se trouvent les Nothofagus. Il est présent dans les provinces de Neuquén, de Chubut, Río-Negro jusqu'à la Terre de Feu (Patagonie chilienne et argentine), régions au climat subantarctique, ainsi qu'en Océanie.

## Galerie

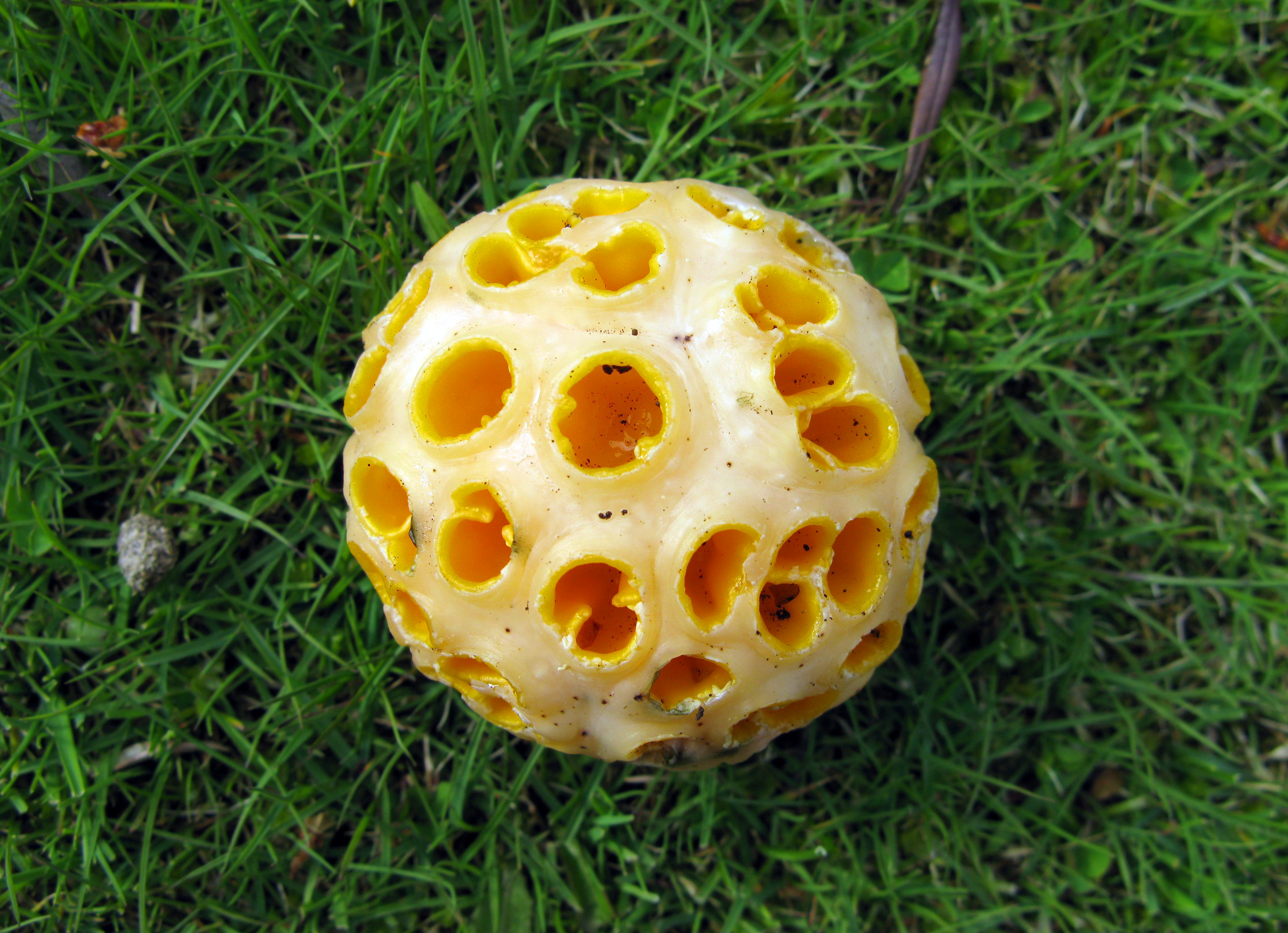
Le fruit (Cyttaria hariotii), tombé du nœud et de maturité avancée. Terre de Feu (Argentine).
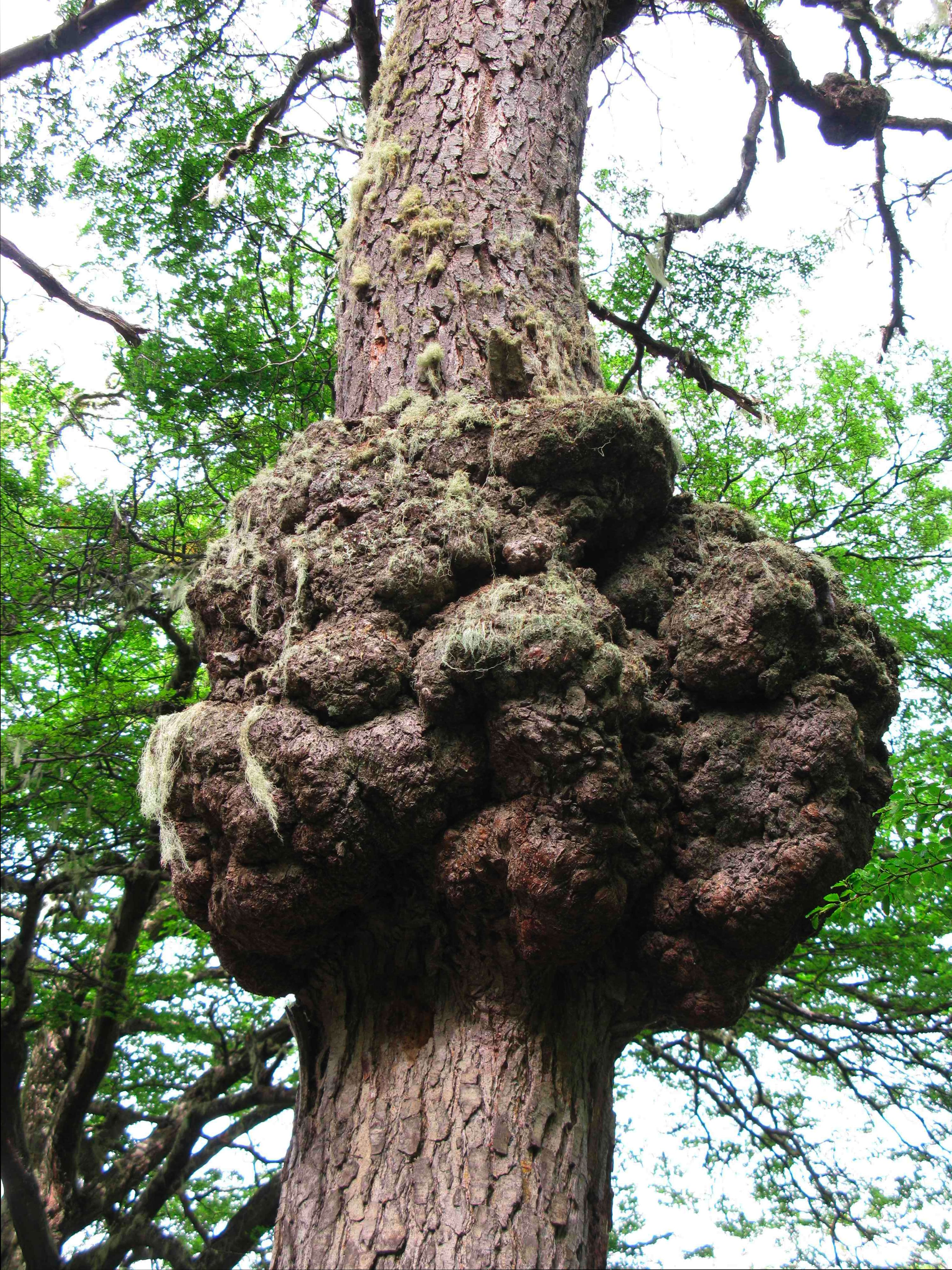
Le nœud formé autour du tronc d'un Nothofagus. Ce nœud-ci fait environ 3 m de circonférence. Terre de Feu (Argentine).
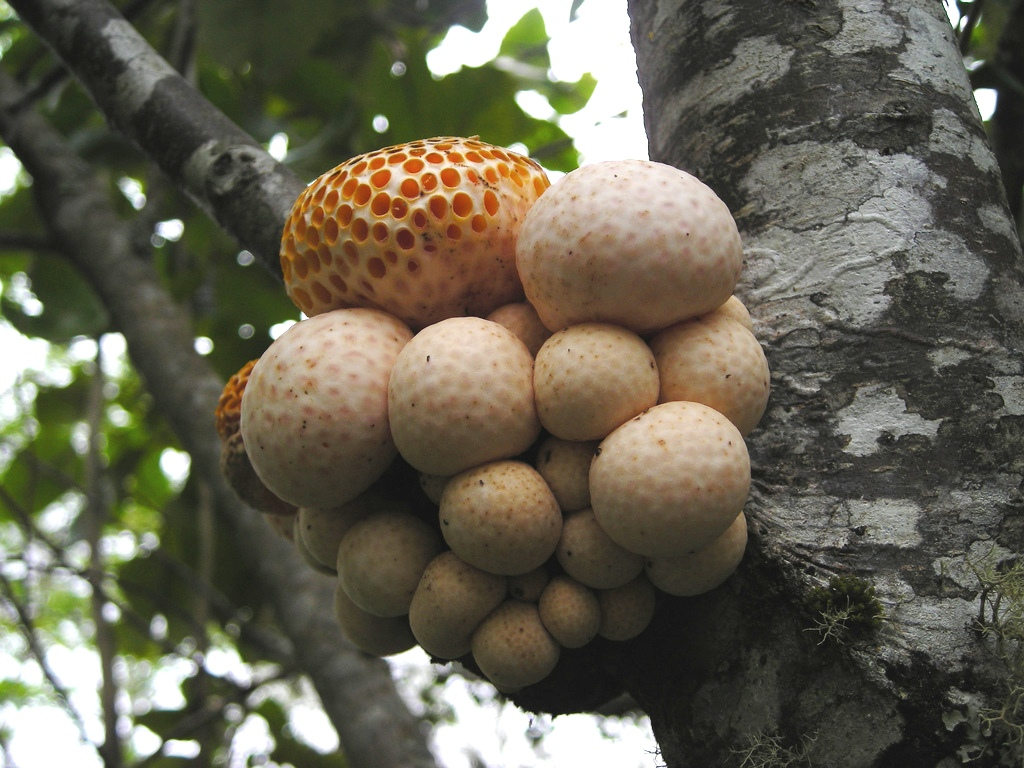
Cyttaria darwinii. Les fruits sont d'un jaune pâle.
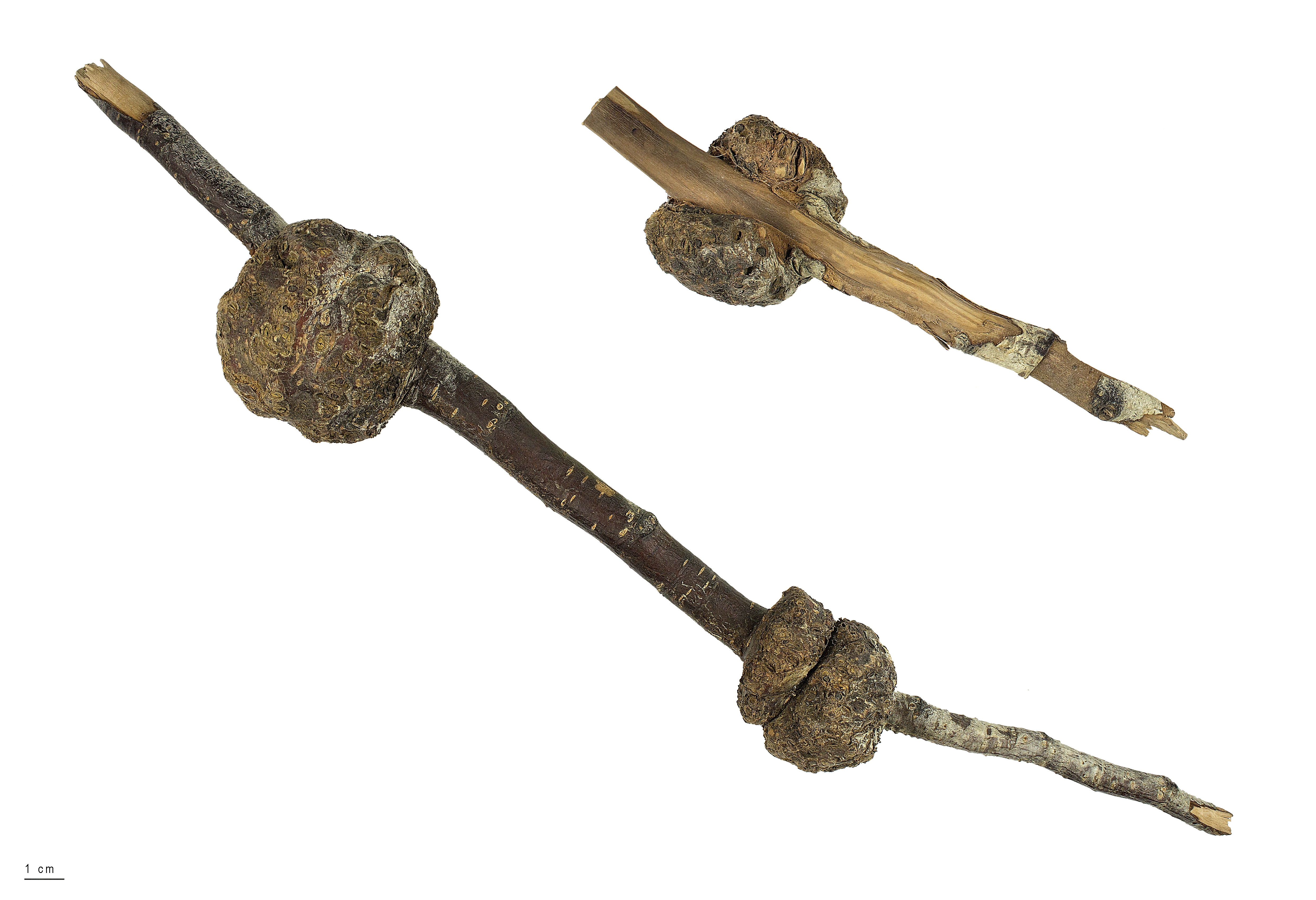
Cyttaria sp. - Muséum de Toulouse.

## Usage

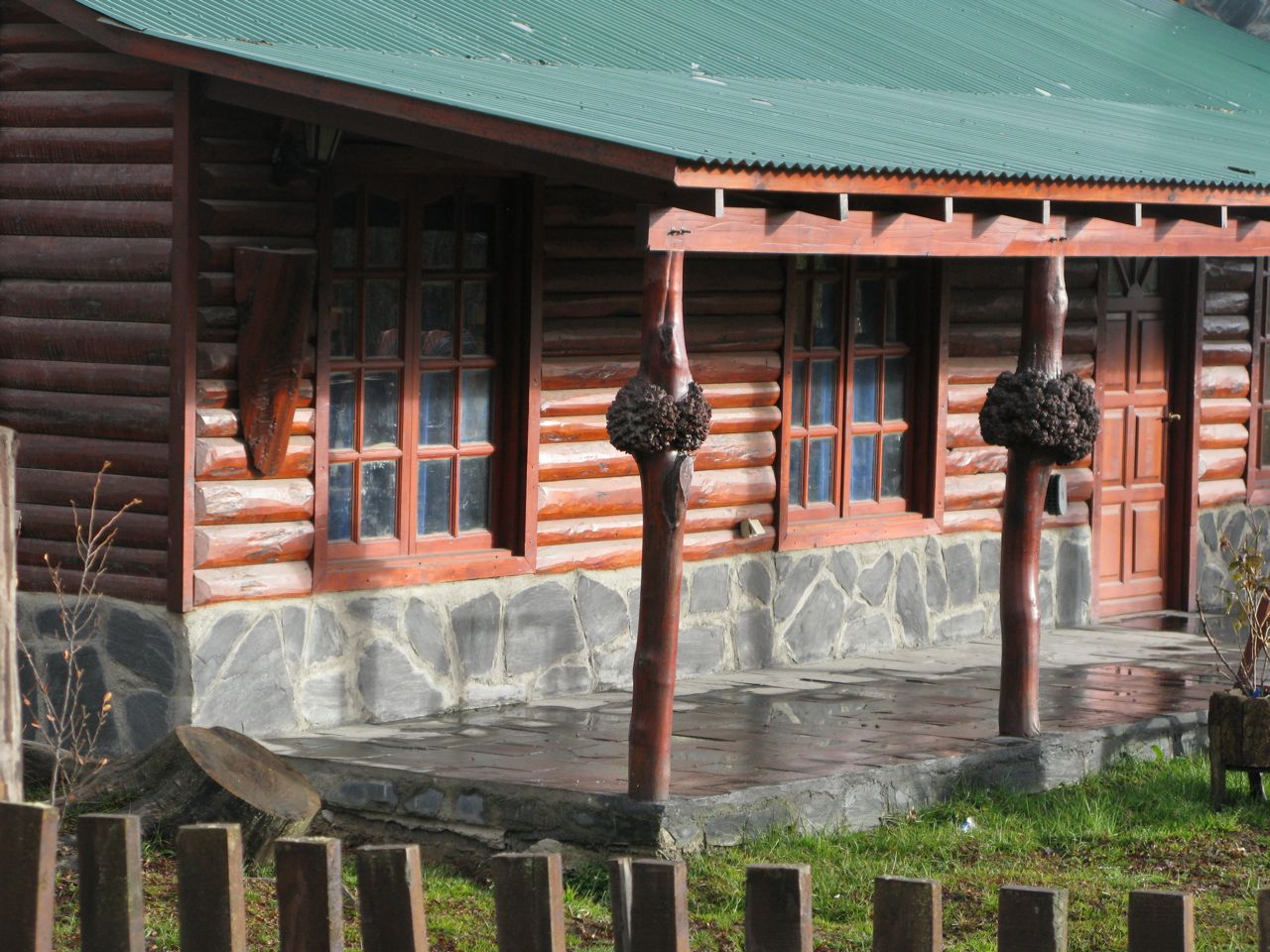
Utilisation des nœuds en architecture extérieure.

Les Amérindiens tels les Onas / Selknam et les Yamanas, qui peuplaient les lieux où se trouvent les Nothafagus, les consommaient en abondance : tout le « fruit », cru, ou seulement son jus. Les Onas pouvaient utiliser la fermentation du jus et ainsi obtenir de l'alcool. Aujourd'hui, par la non connaissance de leur comestibilité et aussi par leur aspect spongieux et insipide, ils sont très peu consommés. Toutefois, quelques rares personnes les cuisinent encore en salade (crus) ou sautés à l'huile ou au beurre (cuits).
Actuellement, l'artisanat local utilise les nœuds pour ses créations de divers objets ainsi que pour la décoration intérieure et extérieure des maisons traditionnelles en bois.